# Rudolf Ksander
Rudolf Jan Ksander (ur. 16 września 1891 w Skale nad Zbruczem, zm. ?) – podpułkownik piechoty Wojska Polskiego, kawaler Orderu Virtuti Militari.

## Życiorys
Urodził się w Skale nad Zbruczem, w powiecie Borszczów, jako syn Jana. Od 1902 uczył się w c. k. Gimnazjum Lwowskim im. Franciszka Józefa. W roku szkolnym 1906/07 powtarzał IV klasę. W 1911 nie został dopuszczony do egzaminu maturalnego. W czasie I wojny światowej walczył w szeregach c. i k. Armii. Jego oddziałem macierzystym był Pułk Piechoty Nr 30. Na stopień chorążego został mianowany ze starszeństwem z 1 lipca 1916, a na stopień podporucznika ze starszeństwem z 1 stycznia 1917 w korpusie oficerów rezerwy piechoty.
Do Wojska Polskiego został przyjęty z byłej c. i k. Armii, z zatwierdzeniem posiadanego stopnia podporucznika. W czasie wojny z bolszewikami walczył w szeregach 35 Pułku Piechoty. Latem 1919, w walkach na Polesiu dowodził 4. kompanią w I batalionie kapitana Leona Grota. 19 sierpnia 1920 został zatwierdzony z dniem 1 kwietnia 1920 w stopniu kapitana, w piechocie, w grupie oficerów byłej c. i k. Armii.
Po zakończeniu wojny kontynuował służbę wojskową w 35 pp w Łukowie. 3 maja 1922 został zweryfikowany w stopniu kapitana ze starszeństwem z 1 czerwca 1919 i 695. lokatą w korpusie oficerów piechoty. W 1924 pełnił obowiązki dowódcy III batalionu. 1 grudnia 1924 został mianowany majorem ze starszeństwem z 15 sierpnia 1924 i 217. lokatą w korpusie oficerów piechoty. Po awansie został zatwierdzony na stanowisku dowódcy III baonu. We wrześniu 1925, po przeniesieniu pułku do Brześcia nad Bugiem, objął dowództwo I baonu, detaszowanego w Łukowie. W listopadzie 1928 ogłoszono jego przeniesienie do Batalionu Podchorążych Rezerwy Piechoty Nr 9A w Łukowie na stanowisko dowódcy. W 1929, po likwidacji baonu w Łukowie, został przeniesiony do Szkoły Podchorążych Rezerwy Piechoty w Zambrowie. W grudniu 1931, po śmierci ppłk. Leopolda Ślizowskiego, objął obowiązki zastępcy komendanta szkoły. W czerwcu 1935, po likwidacji szkoły, został zastępcą dowódcy Batalionu Szkolnego Podchorążych Rezerwy Piechoty w Zambrowie. Na stopień podpułkownika został mianowany ze starszeństwem z 19 marca 1937 i 5. lokatą w korpusie oficerów piechoty. W marcu 1939 pełnił służbę w Komendzie Rejonu Uzupełnień Gródek Jagielloński na stanowisku komendanta rejonu uzupełnień.

## Ordery i odznaczenia
- Krzyż Srebrny Orderu Virtuti Militari nr 4401 (30 czerwca 1921)[20]
- Krzyż Walecznych (dwukrotnie, 14 grudnia 1921)[21]
- Złoty Krzyż Zasługi (14 marca 1933)[22]
- Srebrny Medal Waleczności 2 klasy (Austro-Węgry)[23]